# Phoma saprophytica
Phoma saprophytica är en lavart som beskrevs av Eveleigh 1961. Phoma saprophytica ingår i släktet Phoma, ordningen Pleosporales, klassen Dothideomycetes, divisionen sporsäcksvampar och riket svampar.   Inga underarter finns listade i Catalogue of Life.